# Juan Montalvo

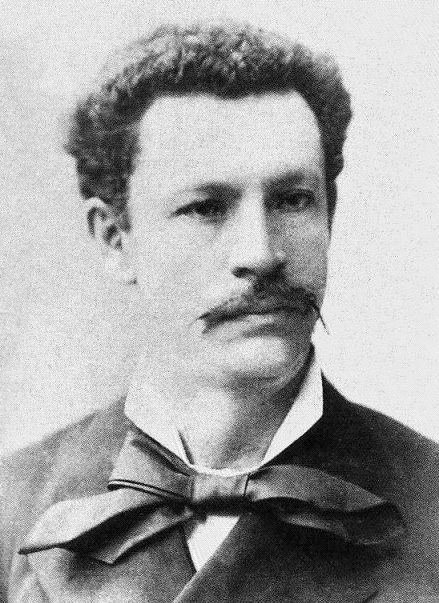
Juan Montalvo

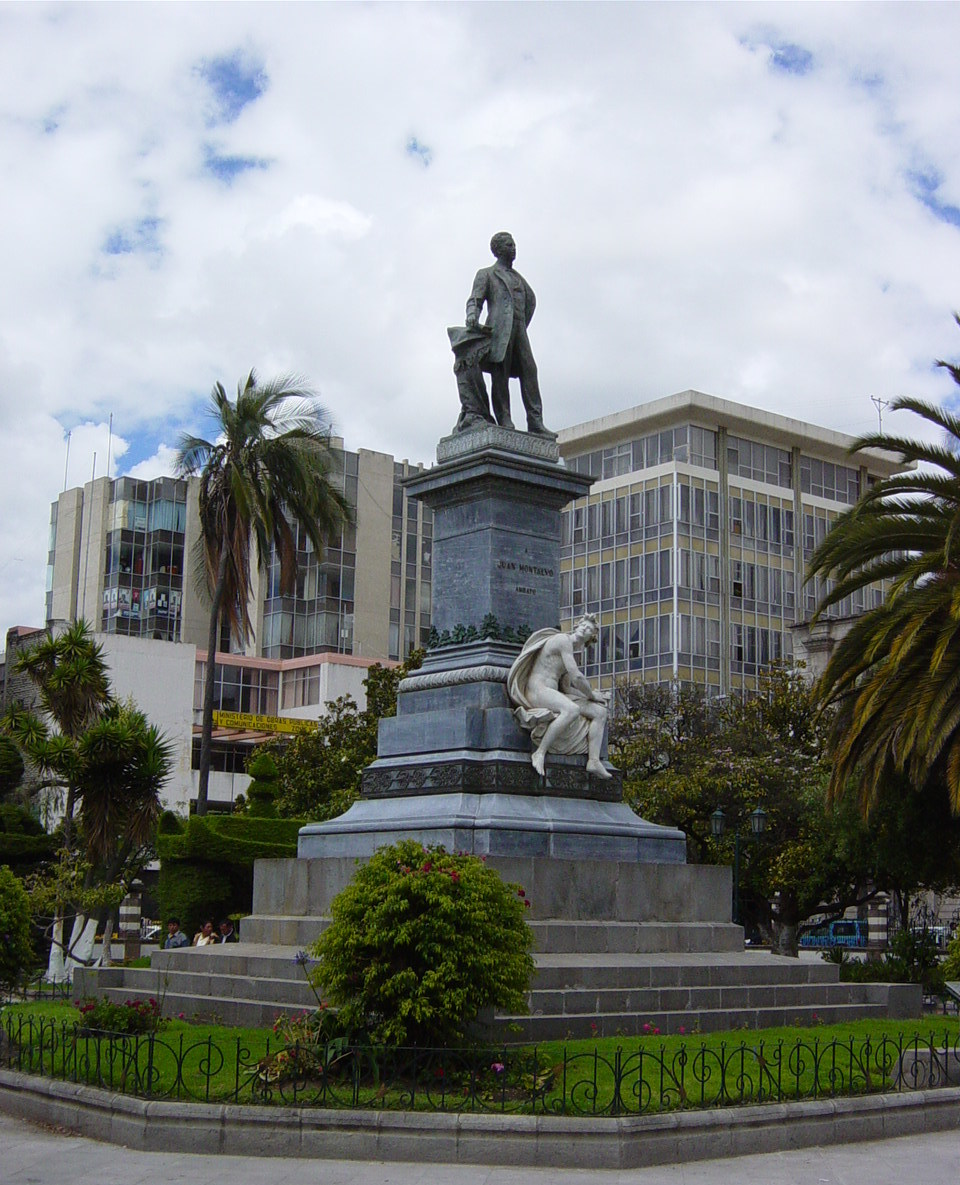
Denkmal für Montalvo in Ambato, Ecuador

Juan Montalvo Fiallos (* 13. April 1832 in Ambato; † 17. Januar 1889 in Paris) war ein ecuadorianischer Schriftsteller, Essayist und Journalist.

## Leben
Montalvo gilt als einer der bedeutendsten ecuadorianischen Schriftsteller des 19. Jahrhunderts. Er war politisch liberal und antiklerikal ausgerichtet. Sein Werk zeigt einen ausgeprägten Hass auf die beiden von ihm als Diktatoren eingestuften Präsidenten Gabriel García Moreno und Ignacio de Veintemilla.
Montalvo war ein glühender Anhänger der Demokratie und wird als mit wachem und wissbegierigem Intellekt und starkem, halb-romantischem Naturell ausgestattet überliefert. Sein Stil ist von der Wiederbelebung alter Traditionen der „reinen“ spanischen Sprache geprägt, die er mit großer Freiheit einsetzte. Unter anderem beschäftigte er sich intensiv mit der Sprache Miguel de Cervantes’. Montalvo schrieb auch eine geistreiche Fortsetzung von Cervantes’ „Don Quijote“, die er „Capítulos que se le Olvidaron a Cervantes“ (zu dt. Kapitel, die Cervantes vergaß) nannte.
Montalvo studierte Rechtswissenschaft an der Universidad Central del Ecuador in Quito, ohne sein Studium abzuschließen. 1858 wurde er von Präsident José María Urbina als Gesandter nach Paris geschickt. Als er 1860 zurückkehrte, hatte der klerikal-konservative Gabriel García Moreno den Bürgerkrieg der Jahre 1859/60 gewonnen. Montalvo entwickelte sich zu einem der profiliertesten Gegner García Morenos und kritisierte ihn in seiner Publikation „El Cosmopolita“ (zu dt. Der Kosmopolit) hart. Er wurde daraufhin nach Kolumbien exiliert und kehrte bald nach Europa zurück. Er lebte vor allem in Frankreich, später wieder in Kolumbien und eine Zeitlang in Panama.
Nach der Ermordung García Morenos, zu der er aus dem Exil aufgerufen hatte, kehrte Montalvo 1875 nach Ecuador zurück. Er erklärte sich mit den Worten „Mi pluma lo mató“ (dt. Meine Feder tötete ihn) zum intellektuellen Urheber dessen, was er als Tyrannenmord ansah. Wenig später kehrte er Ecuador bzw. dem Regime General Veintemilla erneut den Rücken.
Sein 1880 erschienenes Buch „Catilinarias“ (zu dt. Catilinarien) machte ihn in intellektuellen Kreisen in den Europa, den USA und ganz Lateinamerika bekannt. Neben seinen Büchern war Montalvo als vollendeter Essayist in der Nachfolge von Michel de Montaigne bekannt. Seine Essaysammlungen „Siete Tratados“ (1882, zu dt. Sieben Traktate) und „Geometría Moral“ (postum veröffentlicht 1902, zu dt. Moralische Geometrie) genossen in Ecuador hohes Ansehen.
Juan Montalvo lebte die letzten Jahre seines Lebens in Paris, wo er 1889 an Tuberkulose verstarb. Sein mumifizierter Leichnam befindet sich heute in einem Mausoleum in Ambato.
2005 belegte Juan Montalvo in einer TV-Show nach dem Muster von „Unsere Besten“ bzw. „100 Greatest Britons“, die der ecuadorianische Fernsehsender Ecuavisa ausstrahlte, hinter Eloy Alfaro und Jefferson Pérez den dritten Platz als „bester Ecuadorianer“.